# 미악동물
림노그나시아(Limnognathia maerski)는 항온의 샘에 사는 미생물이다. 1994년에 그린란드의 디스코 섬에서 발견되어 미악동물문(Micrognathozoa)이라는 새로운 동물 문(門)으로 분류되었다. 윤형동물이나 악구동물과 비슷한다. 길이는 0.1 mm정도라고 알려져 있는 아주 작은 동물의 하나이다.
처음에는 윤형동물과 잘못 분류되었지만, 림노그나시아(L. maerski)는 자세한 관찰에 의해 윤형동물과는 몸의 구조가 완전히 다른 것이 밝혀져 새로운 문으로 분류되었다.
림노그나시아(L. maerski)는 15개의 마디로 나뉜 복잡한 턱을 가졌고, 각각의 마디는 인대와 근육으로 연결될 수 있다. 턱의 마디는 매우 작고, 4μm에서 14μm의 크기이다. 먹이를 먹거나 소화할 때, 턱의 일부를 입 밖으로 나오게 할 수 있다.

## 계통 분류
림노그나시아(Limnognathia)의 인근 관계를 보여주는 계통도는 다음과 같다:
|  | 미악동물 (Micrognathozoa)                                                         |
|  |                                                                                   |
|  | \| \| 구두동물 (Acanthocephala) \| \| \| \| \| \| 윤형동물 (Rotifera) \| \| \| \| |
|  |                                                                                   |
|  | 구두동물 (Acanthocephala)                                                         |
|  |                                                                                   |
|  | 윤형동물 (Rotifera)                                                               |
|  |                                                                                   |

|  | 구두동물 (Acanthocephala) |
|  |                           |
|  | 윤형동물 (Rotifera)       |
|  |                           |

|  | 미악동물 (Micrognathozoa)                                                         |
|  |                                                                                   |
|  | \| \| 구두동물 (Acanthocephala) \| \| \| \| \| \| 윤형동물 (Rotifera) \| \| \| \| |
|  |                                                                                   |
|  | 구두동물 (Acanthocephala)                                                         |
|  |                                                                                   |
|  | 윤형동물 (Rotifera)                                                               |
|  |                                                                                   |

|  | 구두동물 (Acanthocephala) |
|  |                           |
|  | 윤형동물 (Rotifera)       |
|  |                           |